# Dansity (álbum)
Dansity é o quarto álbum de originais da banda portuguesa Ban lançado em 2010 pela editora Man-u-Factor. Em entrevista, João Loureiro vocalista da banda, explica que o nome "Dansity" vem da junção das palavras "Dance" e "Density", explicando as duas linhas condutoras essenciais para a criação do álbum: uma componente mais pop, directa e dançável, e outra mais ambiental, experimental e densa. Dansity vem assim marcar o regresso da banda aos discos dezanove anos depois do último álbum de estúdio e quinze anos depois da primeira separação da banda.

## Faixas
1. Mod girls
2. Funk it
3. Devil shake
4. Dare (Don´t care)
5. Free soul
6. War
7. Walk away
8. Angel
9. Delicious
10. Water
11. Cool and cruel
12. Your Life
13. Piano Song (Faixa Bónus) [1]

## Créditos
Os Ban de 2010 contam com João Loureiro na voz e nas letras, João Pedro Ferraz na composição, produção, mistura, programações e guitarras, Paulo Faro na bateria, Rui Fernandes nos teclados e saxofone e uma nova vocalista, Mariana Matos.

## Ligações Externas
- Ban Dansity